# Saint-Porchaire (Deux-Sèvres)
Pour l’article homonyme, voir Saint-Porchaire.
Saint-Porchaire est une ancienne commune française située dans le département des Deux-Sèvres et la région Nouvelle-Aquitaine. Elle fait partie de la commune de Bressuire depuis 1964.

## Géographie
Traversée par les routes D938ter et D159, Saint-Porchaire est située au nord-est de Bressuire.

## Toponymie
Anciennes mentions : Sanctus Porcharius en 1275, St-Porchère en 1382, St-Pourchaire en 1389, St-Porchaire en 1455.

## Histoire
La châtellenie de Saint-Porchaire, qui avait droit de haute justice, était composée des fiefs de la Guionnière, Riparfonds, Bénillé, Basteviande, la Taconnière, fief Carrion et fief des Bolleaux successivement réunis. Elle relevait de la baronnie de Mareuil dès 1382 ; le ressort de sa justice s’étendait sur une grande partie de la paroisse de St-Porchaire et en partie sur celle de Noirterre.
Il y avait dans ce village des fabriques de poteries dès 1478 et une fabrique de faïence en 1542.
Le 10 octobre 1964, la commune de Saint-Porchaire est rattachée à celle de Bressuire sous le régime de la fusion simple.

## Démographie
| 1793 | 1800 | 1806 | 1821 | 1831 | 1836 | 1841 | 1846 | 1851 |
| ---- | ---- | ---- | ---- | ---- | ---- | ---- | ---- | ---- |
| 700  | 520  | 528  | 648  | 700  | 784  | 811  | 839  | 860  |

| 1856 | 1861 | 1866 | 1872 | 1876 | 1881  | 1886 | 1891  | 1896 |
| ---- | ---- | ---- | ---- | ---- | ----- | ---- | ----- | ---- |
| 895  | 894  | 913  | 980  | 998  | 1 001 | 975  | 1 005 | 942  |

| 1901 | 1906 | 1911 | 1921 | 1926 | 1931 | 1936 | 1946 | 1954 |
| ---- | ---- | ---- | ---- | ---- | ---- | ---- | ---- | ---- |
| 965  | 966  | 929  | 862  | 879  | 864  | 818  | 930  | 909  |

| 1962 | - | - | - | - | - | - | - | - |
| ---- | - | - | - | - | - | - | - | - |
| 979  | - | - | - | - | - | - | - | - |

## Lieux et monuments
- Église Saint-Porchaire du XVe siècle[4]
- BMX-park
- École maternelle et élémentaire Louis Gazeau

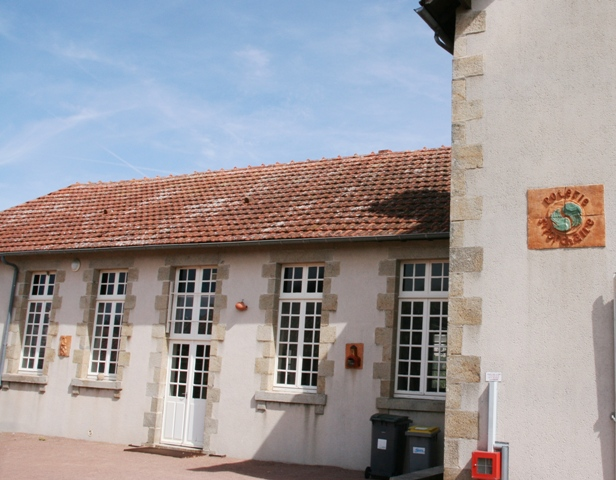
La Poterie.

## Personnalités liées à la commune
- Abel Billy (1909-1944), résistant français, compagnon de la Libération, né à Saint-Porchaire